# 鶴園角北帝廟
22°18′41″N 114°11′14″E / 22.31126°N 114.18732°E

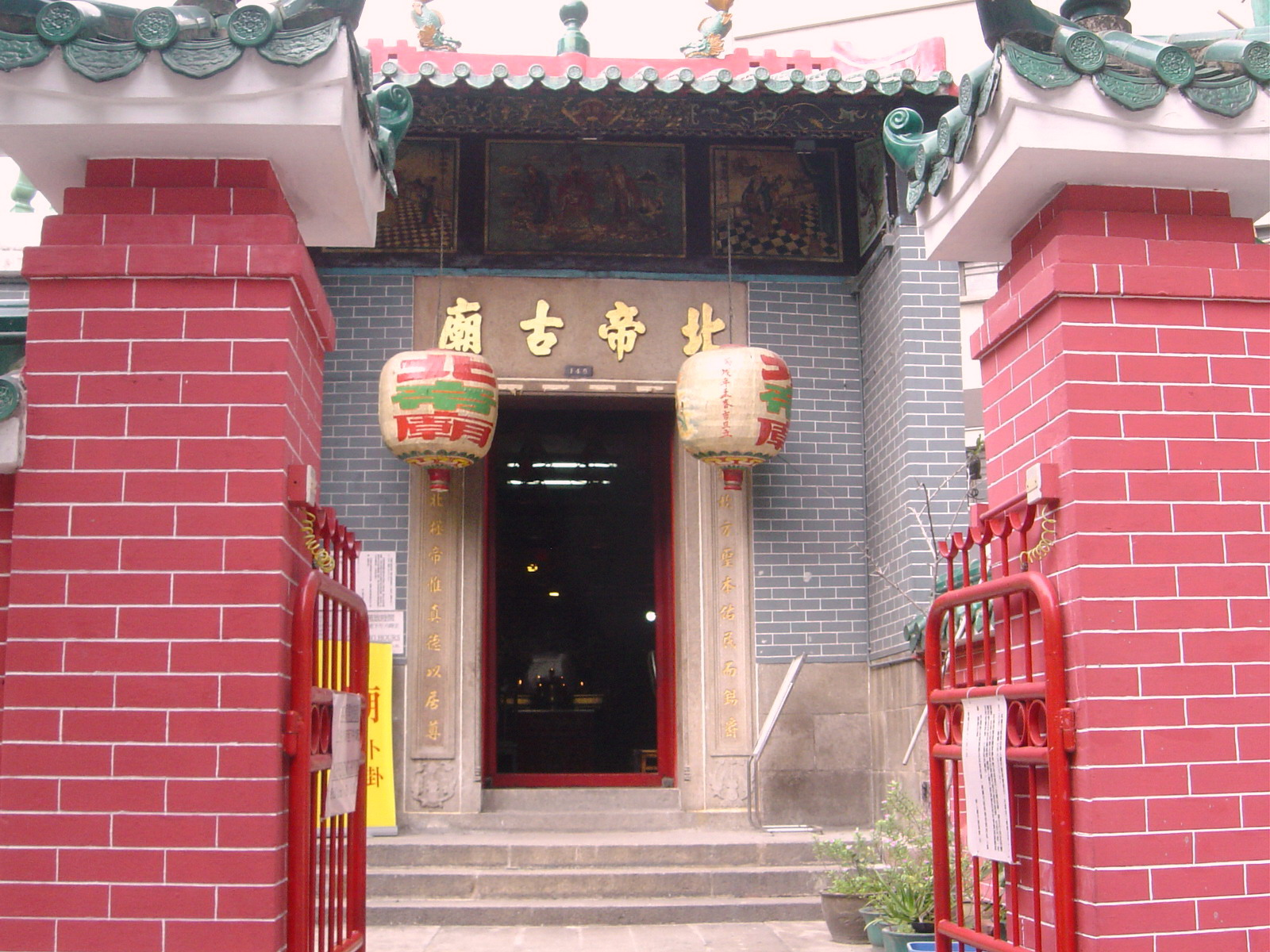
位於鶴園馬頭圍道與北拱街交界的鶴園角北帝廟

鶴園角北帝廟是香港九龍鶴園的一座北帝廟，位於九龍鶴園馬頭圍道146號。因為鶴園角北帝廟的現址鄰近紅磡，所以又常稱為「紅磡北帝廟」。鶴園角北帝廟目前由華人廟宇委員會管理。

## 歷史
鶴園角北帝廟於1876年興建，原址位於今日馬頭圍道和青州街交界的小山丘上。1921年，該北帝廟因政府開闢道路而被清拆。真武大帝（北帝）神像暫存於譚公道。1929年卑利船廠的一名管工倡議建造新廟，再續香火，於是街坊集資，在紅磡馬頭圍道的現址重建新廟。
雖然位於原址的北帝廟已在1921年清拆，但現在原址附近仍有一條命名為北帝街的街道。鶴園角北帝廟在紅磡現址位於馬頭圍道與北拱街的交界處，而北拱街的名稱具有「受北帝拱衛的地方」的含意。廟前供奉的土地壇，本位於機利士路，據說歷史超過一百年，1960年因發展而遷至紅磡現址。鶴園角北帝廟曾於2005年進行大型維修工程。

## 建築
北帝廟屬二進式建築，正門後設有「擋中」，有擋煞的風水作用。門聯：「位鎮坎方聖本佑民而錫爵，權欽北極帝惟真德以居尊。」前進的屋脊上有魚尾形裝飾。主祀真武大帝，配祀觀音、佛祖、華光天王、虎爺、財帛星君、太歲、門神。廟內尚存一口光緒十九年﹝1893年﹞鑄造銅鐘；另還設一座小型玉虛宮。
此廟宇由華人廟宇委員會管理，該廟宇又被古物諮詢委員會評定為三級歷史建築。